# Scottish League Cup 1997/98
Der Scottish League Cup wurde 1997/1998 zum 52. Mal ausgespielt. Der schottische Ligapokal, begann am 2. August 1997 und endete mit dem Finale im November desselben Jahres. Am Wettbewerb nahmen die Vereine der Scottish Football League und Scottish Premier League teil. Wurde ein Duell nach 90 Minuten plus Verlängerung nicht entschieden, kam es zum Elfmeterschießen. Den Titel gewann Celtic Glasgow im Finale gegen Dundee United.

## 1. Runde
Ausgetragen wurden die Begegnungen am 2. August 1997.
|                       | Ergebnis        |                    |
| --------------------- | --------------- | ------------------ |
| FC Arbroath           | 0:4             | Queen of the South |
| Berwick Rangers       | 2:0             | Brechin City       |
| FC Cowdenbeath        | 0:2             | Alloa Athletic     |
| FC Dumbarton          | 1:1 (?:? i. E.) | FC Queen’s Park    |
| FC East Stirlingshire | 3:1             | FC Stranraer       |
| Forfar Athletic       | 1:0             | Albion Rovers      |
| Inverness CT          | 5:1             | FC Stenhousemuir   |
| Ross County           | 2:1             | FC Montrose        |

## 2. Runde
Ausgetragen wurden die Begegnungen am 7. und 9. August 1997.
|                      | Ergebnis        |                       |
| -------------------- | --------------- | --------------------- |
| Hamilton Academical  | 0:1             | Glasgow Rangers       |
| Berwick Rangers      | 0:7             | Celtic Glasgow        |
| FC Dumbarton         | 1:5             | FC Aberdeen           |
| FC Dundee            | 1:0             | FC East Stirlingshire |
| Dunfermline Athletic | 5:1             | Ayr United            |
| FC East Fife         | 0:2             | FC Kilmarnock         |
| Hibernian Edinburgh  | 3:1             | Alloa Athletic        |
| FC Livingston        | 0:2             | Heart of Midlothian   |
| Greenock Morton      | 4:1             | Airdrieonians FC      |
| FC Motherwell        | 2:2 (?:? i. E.) | Inverness CT          |
| Partick Thistle      | 2:3             | Stirling Albion       |
| Queen of the South   | 2:4             | Dundee United         |
| Raith Rovers         | 5:0             | Forfar Athletic       |
| Ross County          | 0:3             | FC Falkirk            |
| FC St. Johnstone     | 3:0             | FC Clyde              |
| FC St. Mirren        | 2:0             | FC Clydebank          |

## 3. Runde
Ausgetragen wurden die Begegnungen am 19. und 20. August 1997.
|                      | Ergebnis  |                     |
| -------------------- | --------- | ------------------- |
| FC Dundee            | 0:3       | FC Aberdeen         |
| Raith Rovers         | 1:2       | Heart of Midlothian |
| Glasgow Rangers      | 4:1       | FC Falkirk          |
| FC St. Johnstone     | 0:1 n. V. | Celtic Glasgow      |
| Dundee United        | 2:1 n. V. | Hibernian Edinburgh |
| Dunfermline Athletic | 2:0       | FC St. Mirren       |
| FC Motherwell        | 3:0       | Greenock Morton     |
| Stirling Albion      | 6:2       | FC Kilmarnock       |

## Viertelfinale
Ausgetragen wurden die Begegnungen am 9./10. September 1997.
|                      | Ergebnis  |                     |
| -------------------- | --------- | ------------------- |
| Celtic Glasgow       | 1:0       | FC Motherwell       |
| Dunfermline Athletic | 1:0 n. V. | Heart of Midlothian |
| Stirling Albion      | 0:2       | FC Aberdeen         |
| Glasgow Rangers      | 0:1 n. V. | Dundee United       |

## Halbfinale
Ausgetragen wurden die Begegnungen am 14./15. Oktober 1997.
|                | Ergebnis |                      |
| -------------- | -------- | -------------------- |
| Celtic Glasgow | 1:0      | Dunfermline Athletic |
| FC Aberdeen    | 1:3      | Dundee United        |